# Deep Impact (ruimtesonde)

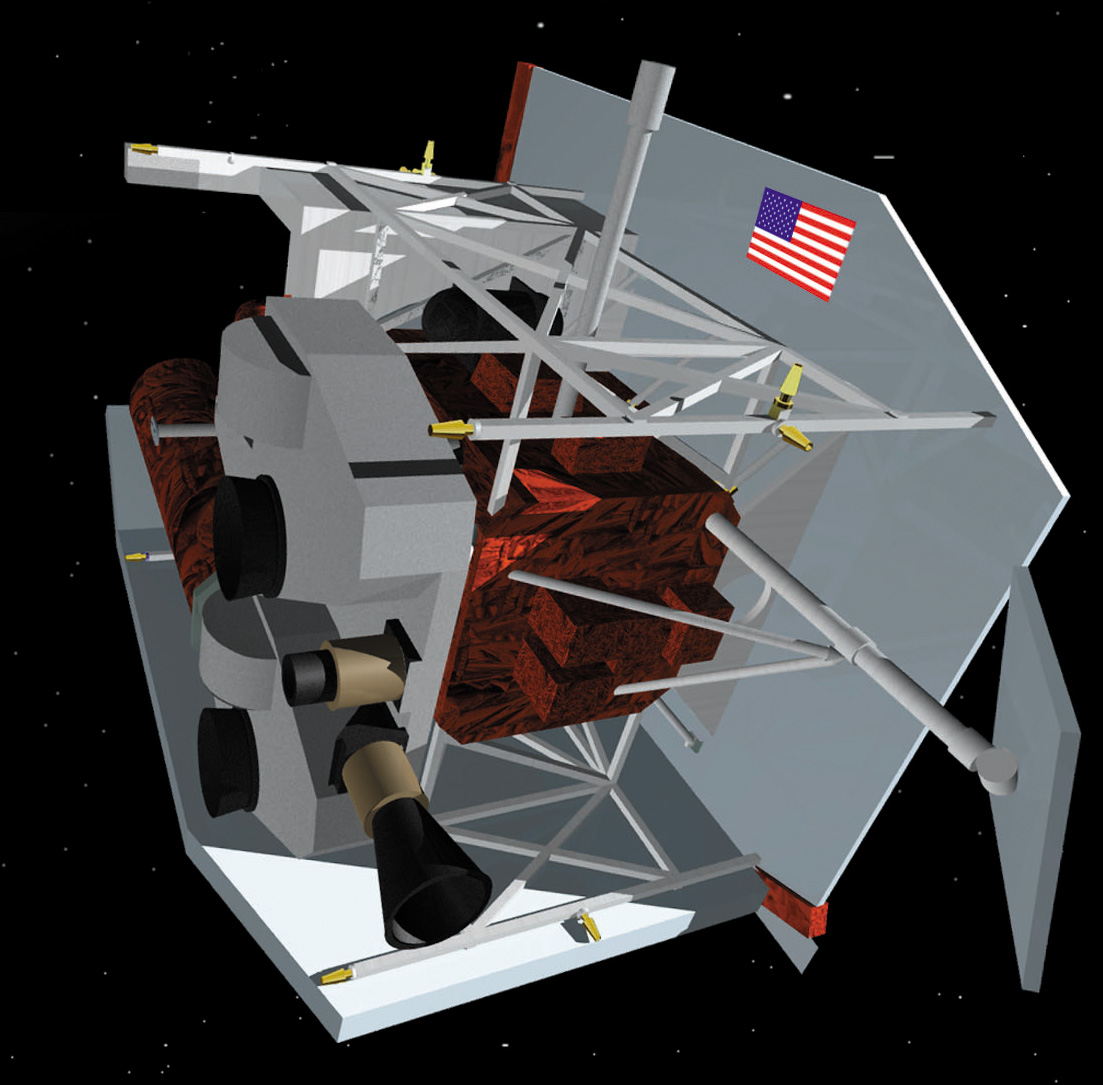
3D-afbeelding van Deep Impact. Bron: NASA.

Deep Impact was een door NASA ontwikkelde ruimtesonde die meer inzicht moest verschaffen over de opbouw van kometen. De lancering vond plaats op 12 januari 2005. Na een reis van zes maanden kwam de sonde op 3 juli aan bij de komeet Tempel 1. Op 4 juli 2005 om 7:52 boorde het meegebrachte projectiel van koper zich in de komeet.

## Achtergrond
In het zonnestelsel bevinden zich vele kometen. Deze kometen worden in twee groepen verdeeld: kometen met korte en lange perioden. De korte kometen draaien relatief korte baantjes om de zon en hebben een omloopperiode van enkele tot enkele tientallen jaren.
Men vermoedt dat de kometen met lange perioden uit de oortwolk afkomstig zijn. Deze kometen verschijnen eenmalig en verlaten dan het binnenste zonnestelsel weer, terug naar de oortwolk. De zwaartekrachtbewegingen van de planeten kunnen van kometen met lange periode kometen met korte perioden maken.
Omdat kometen ver van de warmte van de zon gevormd zijn, zou de samenstelling van hun bevroren kernen niet veranderd mogen zijn sinds het ontstaan van het zonnestelsel. Het bestuderen van de inhoud van een komeetkern zou dan ook nieuwe informatie op kunnen leveren over de kinderjaren van het zonnestelsel. Bovendien is er nog niet veel bekend over de samenstelling van kometen. 
Kometen hebben een belangrijke rol gespeeld bij het vormen van de planeten. Volgens de huidige theorieën van het ontstaan van het zonnestelsel zijn lichte elementen zoals waterstof gevoelig voor de zonnewind en worden zij de binnenste delen van het zonnestelsel uitgeblazen. Zonder waterstof is geen water te vormen.
Men vermoedt dat dit proces zich ook bij het ontstaan van de aarde heeft afgespeeld. Het water op aarde is volgens de huidige theorieën afkomstig van kometen. De aarde zou 3,9 miljard jaar geleden blootgesteld zijn aan een bombardement van kometen waardoor de aarde van water werd voorzien.
Het is interessant om te weten welke materie allemaal door kometen op aarde kan gebracht zijn.
Er zijn ideeën dat, behalve water, ook basiscomponenten van het leven door kometen op aarde terecht zijn gekomen. De Deep Impact-missie zal materiaal uit de kern van een komeet bestuderen en zal daardoor tot betere inzichten kunnen leiden over welke rol kometen hebben gespeeld in de beginperiode van het zonnestelsel.

## Ruimtesonde
De ruimtesonde bestaat uit twee delen, de sonde zelf en de impactor.

### Sonde

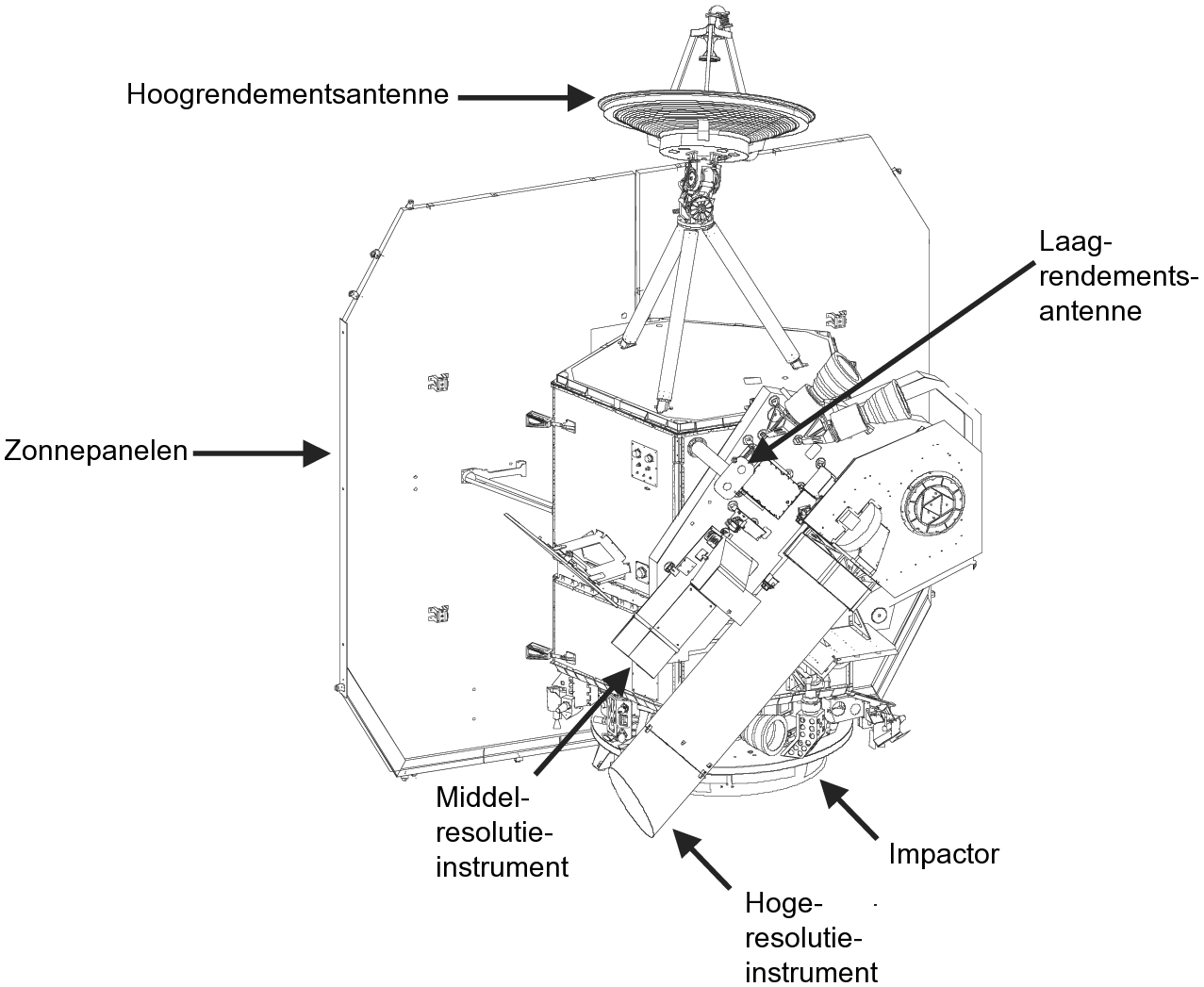
Deep Impact schematisch

Op de sonde zelf zijn camera's en spectrofotometers gemonteerd welke op vele manieren opnames van de komeet kunnen maken. Hiermee zal de komeet voor en na inslag bestudeerd worden. De sonde zorgt voor communicatie met de aarde en zal de impactor afwerpen. De sonde zal de impactor afwerpen op een plaats waar deze zal botsen met de komeet en dan in de buurt blijven.

### Impactor
Na aankomst bij de komeet op 4 juli 2005 werd er een projectiel van koper met een massa van 370 kg op de kop van de komeet losgelaten. De komeet zelf ging 37000 km/u sneller dan de impactor en aldus werd een inslag bereikt. Het projectiel moest van koper zijn, omdat er naar verwachting geen koper in de komeet zit. Uit het licht dat bij de botsing ontstaat kunnen de spectraallijnen van koper worden genegeerd. Alle overige spectraallijnen zijn afkomstig van materiaal van de komeet. Er is voor de kop gekozen omdat deze volop in het zonlicht staat, zodat de inslag goed gevolgd kan worden. Bij het inslaan was de bedoeling dat er een krater met een diameter van ongeveer 100 m zou ontstaan en door het opwaaien van brokken ijs en stof het daaronderliggende materiaal blootgelegd zou worden. Volgens berekeningen had de inslag geen invloed op de baan van de komeet.

## Verloop van de missie

### Voor de lancering
Een komeetinslagmissie werd in 1996 voor het eerst aan NASA voorgesteld. NASA-ingenieurs waren echter sceptisch dat het doel geraakt kon worden. In 1999 werd een gereviseerd en technologisch bijgewerkt missievoorstel, Deep Impact genoemd, geaccepteerd en gefinancierd als onderdeel van NASA's discoveryprogramma voor weinigkostende ruimtemissies.

### Lanceer- en installatiefase
De sonde stond oorspronkelijk ingepland voor een lancering op 30 december 2004, maar NASA-functionarissen vertraagden de lancering, ten einde meer tijd vrij te maken voor het testen van de software. Op 12 januari 2005 werd de sonde alsnog met succes gelanceerd door een Delta II-raket vanaf Cape Canaveral om 19:47 Nederlandse tijd.
In de eerste dagen na lancering bestond aanvankelijk enige onzekerheid over de gezondheidstoestand van de ruimtesonde. Kort na het in omloop komen in een baan rond de zon schakelde de sonde zich autonoom in een noodveiligheidsmode. De exacte oorzaak van dit probleem is nog steeds niet opgehelderd, maar NASA heeft aangegeven dat het ingebouwde bewakingssysteem een oververhitting registreerde. NASA meldde daarna dat de sonde uit de veiligheidsmode was en normaal functioneerde.
Op 11 februari werden de raketten zoals gepland ontstoken om de koers bij te sturen. Deze koerscorrectie verliep zo nauwkeurig dat de volgende geplande koerscorrectie geannuleerd werd. Gedurende de "installatiefase" werden alle instrumenten geactiveerd en nagekeken. Een van deze tests was een verhittingstest om eventueel overblijvend vocht te doen verdampen. Tijdens deze test bleek dat de beelden van de HRI-camera niet goed gefocust waren. Op 9 juni werd op de missiebriefing bekendgemaakt dat het met beeldverwerkingssoftware en de wiskundige techniek deconvolutie mogelijk was de beelden te corrigeren zodat de voorziene resolutie alsnog bereikt kon worden.

### Kruisfase
De kruisfase begon op 25 maart, direct nadat de installatiefase voltooid was. Deze fase liep door tot ongeveer 60 dagen voor de ontmoeting met komeet Tempel 1. Op 25 april nam de sonde de eerste foto van zijn doelwit op een afstand van 64 miljoen kilometer.
Op 4 mei werd een tweede koerscorrectie uitgevoerd. De raketten werden voor 95 seconden ontstoken waarbij de snelheid van de sonde met 18,2 kilometer per uur werd gecorrigeerd.

### Naderfase
De naderfase loopt van 60 dagen voor de ontmoeting, ofwel 5 mei, tot aan vijf dagen voor de ontmoeting. Zestig dagen van tevoren was ongeveer het vroegste moment dat de ruimtesonde verwacht werd de komeet met zijn MRI-camera te kunnen detecteren. De komeet werd in werkelijkheid eerder ontdekt, 69 dagen voor de inslag. Deze mijlpaal geeft het begin aan van een intensieve periode van observaties om de kennis van de baan van de komeet en zijn rotatie, activiteit en stofomgeving te verfijnen.
Op 14 en 22 juni nam Deep Impact twee uitbarstingen waar van ijs en mogelijk andere materialen. De tweede uitbarsting was zo'n zes keer sterker dan de eerste.
Op 23 juni werd de derde koerscorrectie uitgevoerd. De snelheid werd met 6 km/s aangepast om de juiste aanvliegkoers naar de komeet te krijgen.

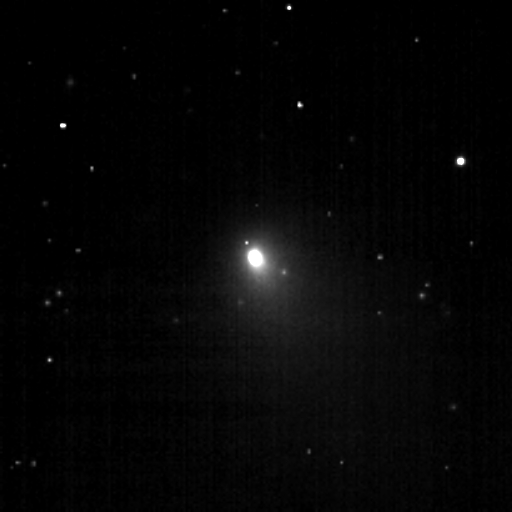
30 mei 2005, 35 dagen voor inslag
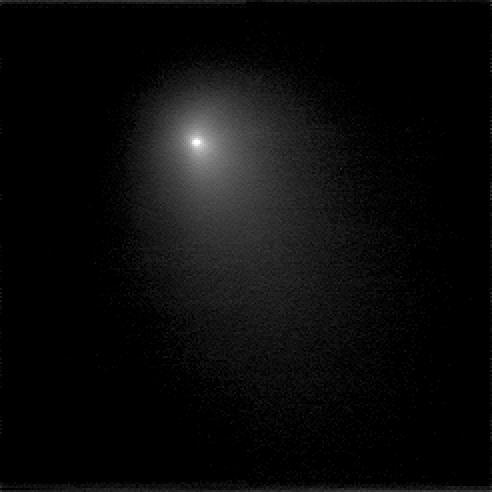
15 juni, 19 dagen voor inslag
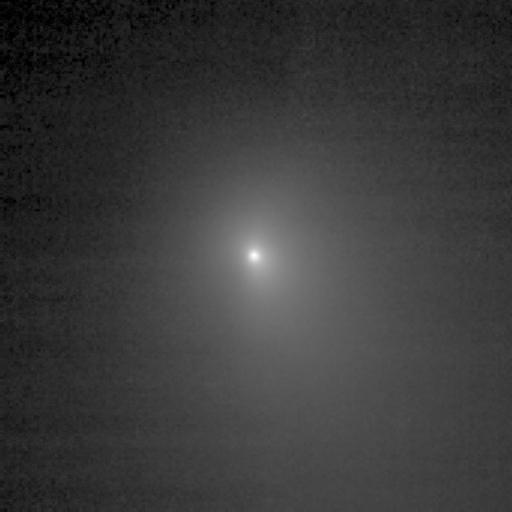
21 juni, 13 dagen voor inslag
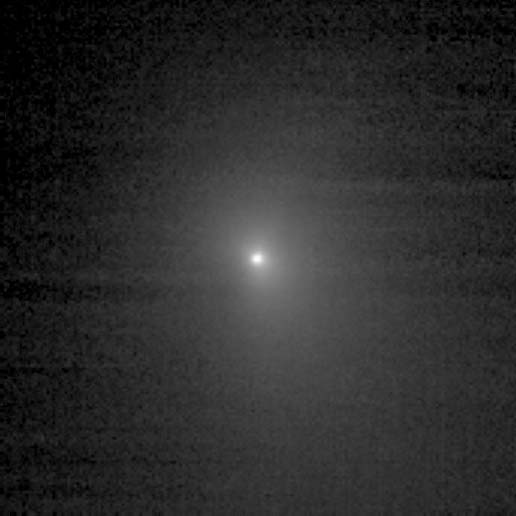
27 juni, 7 dagen voor inslag, vlak voor einde naderfase

### Inslagfase

De inslag

De inslagfase begon volgens plan op 30 juni 2005, vijf dagen voor de inslag. De impactor scheidde zich van de sonde op 3 juli. Op 4 juli om 7:52 centraal Europese zomertijd vond de inslag zelf plaats. De inslag was zwaarder dan verwacht en goed te zien op de foto's:
Bij een eerste analyse van de beelden werd uit de doorzichtigheid van de stofpluim die was vrijgekomen geconcludeerd dat het materiaal dat bij de inslag was opgeworpen uit een zeer fijn stof moest bestaan, eerder als talkpoeder dan als zand. Dit betekent dat het oppervlak van de komeet anders is dan het beeld wat we hebben van kometen, groot uitgevallen ijsblokjes.

## Analyse Spitzerruimtetelescoop

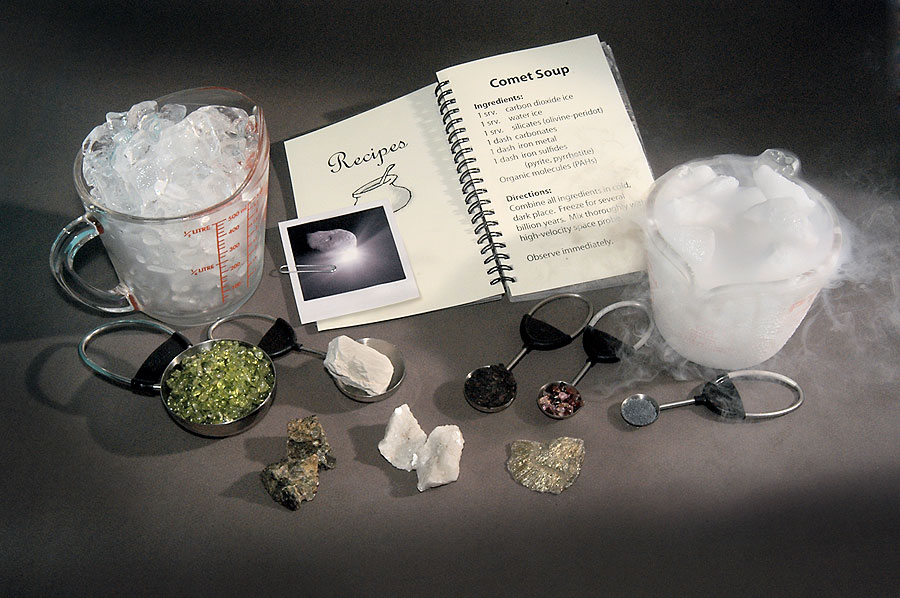
Recept voor kometensoep

Spectroscopische analyses van de Spitzer Space Telescope hebben laten zien dat de komeet uit een aantal typische komeetbestanddelen zoals water, silicaten en zand bestaat. Er waren echter ook een aantal verrassingen zoals klei en carbonaten. Dit is opmerkelijk omdat water in vloeibare vorm nodig is bij de vorming van deze stoffen. IJzerverbindingen en aromatische koolwaterstoffen zijn voorheen nog nooit in een komeet aangetroffen.

## Trivia
Een Russische astrologe Marina Bai heeft een rechtszaak aangespannen en eist de "astronomische" som van 244 miljoen euro van de NASA, omdat door de inslag van de sonde haar horoscoop niet meer zou kloppen daar de baan van de komeet is veranderd.